# Lucile Placin

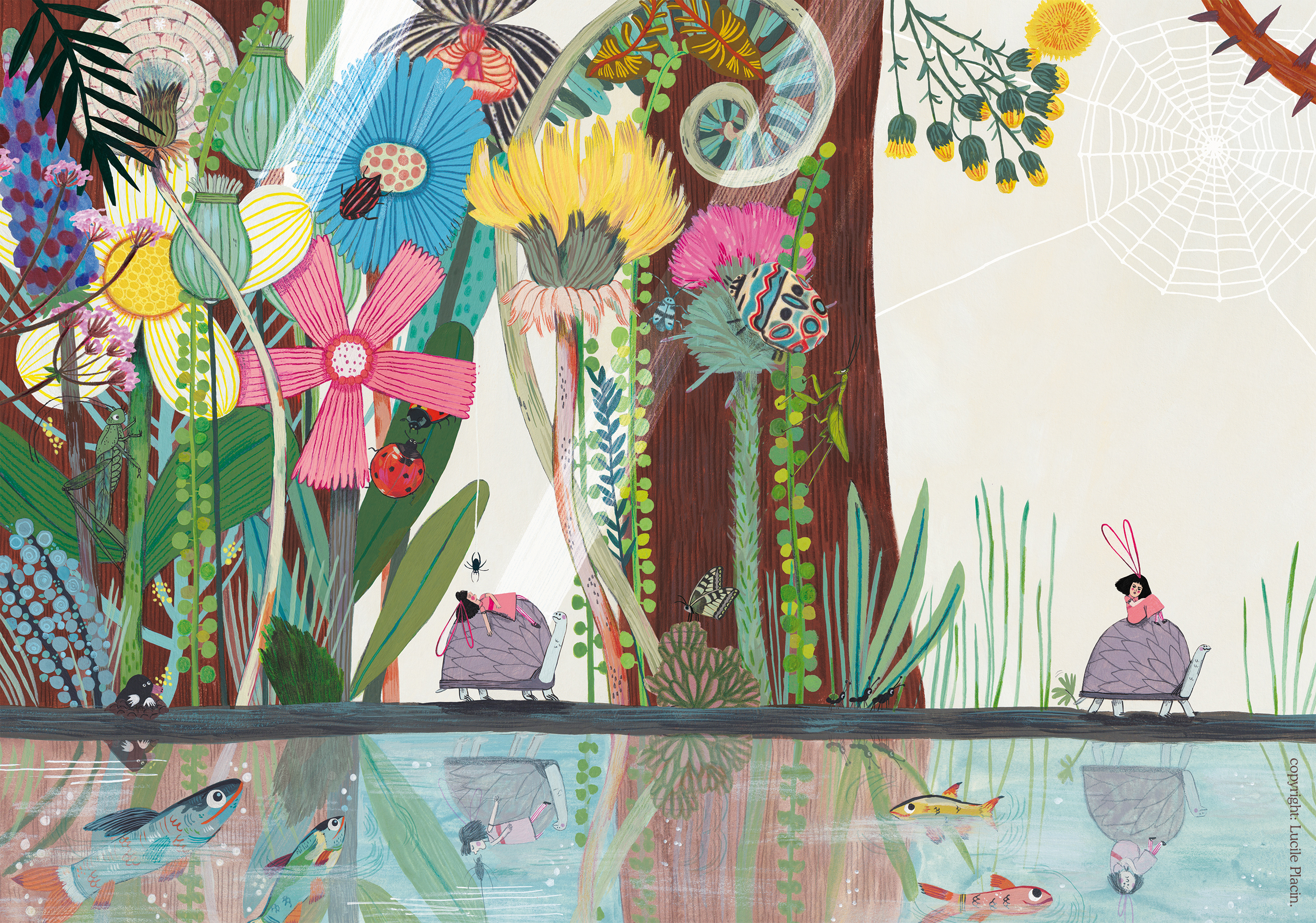
Capricieuse

Lucile Placin, née le 15 mars 1981 à Bordeaux, est une autrice et illustratrice française de littérature d'enfance et de jeunesse.
son site 
https://www.lucileplacin.site/accueil

## Biographie
Originaire des Landes, elle qui se rêvait créatrice de décors de théâtre, découvre le monde de l’illustration jeunesse en intégrant la prestigieuse école Emile Cohl à Lyon. 
Elle s’installe dans son atelier au pays basque, et commence à travailler pour la littérature jeunesse.
Le style de Lucile Placin allie des techniques mixtes traditionnelles : peinture à la gouache, crayons, découpages.
Elle a publié une cinquantaine d’albums pour la jeunesse.
“La nature a développé en moi un goût prononcé pour l’imaginaire et la rêverie. Je pense que mon désir de faire ce métier trouve ses racines dans la forêt de mon enfance.”
Elle a collaboré avec Cartier autour des Larmes d’Eugénie écrit par Mélanie Laurent aux éditions Robert Laffont et publié en 8 langues.

## Ses éditeurs
Robert Laffont, La Martinière, Casterman,  Albin Michel, Actes Sud Junior, Didier Jeunesse, Gallimard, Hachette, Djeco, Nathan, Milan, Lito, Fleurus, Les Etagères du bas, Rue du monde,  Collaboration avec la MAE, Bayard, l’Elan Vert, Le vengeur masqué, etc.
On peut également retrouver mon travail sur plusieurs supports : 
affiches, objets, presse, tableaux, galeries, céramiques.

## Publications
En 2013, Lucie Placin signe les illustrations de album Le goût des voyages de Geneviève Clastres aux éditions Gallimard, et obtient le prix Amerigo-Vespucci qui récompense les ouvrages de fiction ou de création dédiés à l’aventure, aux voyages, aux terres lointaines,. En 2018, elle est lauréate du prix du Paille-en-queue lors du salon du livre de la Réunion pour Les instruments de la musique Klezmer chez Didier Jeunesse.

## Distinctions
- 2013 : Prix Amerigo-Vespucci pour Le goût des voyages de Geneviève Clastres
- 2018 : Prix du Paille-en-queue pour Les instruments de la musique Klezmer